# Tylolaimophorus minor
Tylolaimophorus minor är en rundmaskart. Tylolaimophorus minor ingår i släktet Tylolaimophorus och familjen Diplogasteridae. Inga underarter finns listade i Catalogue of Life.